# Operclipygus subterraneus
Operclipygus subterraneus (лат.) — вид мелких жуков-карапузиков из подсемейства Histerinae, (Exosternini). Южная Америка (Бразилия).

## Описание
Длина 1,59—1,65 мм, ширина 1,31—1,35 мм. Цвет красновато-коричневый. От близких видов отличается следующими признаками: центральная часть лобной полосы отделена от боков; задние концы простернальных килевых полос свободны; эпистом продольно вогнут на всем протяжении; латеральная субмаргинальная пронотальная полоса полная. Тело субквадратное, субвдавленное; лоб вдавлен посередине; лобные углы выдаются над основаниями усиков; лобная бороздка короткая, отделена от боков; лабрум плоский, слабо выемчатый на вершине; переднеспинка с боками, субпараллельными в базальных двух третях. Вид был впервые описан в 2013 году энтомологами Майклом Катерино (Michael S. Caterino) и Алексеем Тищечкиным (Santa Barbara Museum of Natural History, Санта-Барбара, США). Вид O. subterraneus был отнесён к группе видов Operclipygus hospes, близок к видам Operclipygus tenuis и Operclipygus innocuus.